# 城北区 (西寧市)
城北区（じょうほく-く）は中華人民共和国青海省西寧市に位置する市轄区。

## 行政区画
- 街道:朝陽街道、小橋大街街道、馬坊街道、火車西站街道
- 鎮:大堡子鎮、廿里鋪鎮